# Zadębie (powiat piaseczyński)
Zadębie – wieś sołecka w Polsce położona w województwie mazowieckim, w powiecie piaseczyńskim, w gminie Prażmów.
W latach 1975–1998 miejscowość należała administracyjnie do województwa warszawskiego.